# Route nationale 59 (Belgique)
Pour les articles homonymes, voir Route nationale 59.
La route nationale 59 est une route nationale belge.